# Paulina 1880 (film)
Pour l’article homonyme, voir Paulina 1880.
Pour plus de détails, voir Fiche technique et Distribution.
Paulina 1880 est un film franco-allemand réalisé par Jean-Louis Bertuccelli, sorti en 1972.

## Synopsis
En Italie vers 1867, l'histoire de l'amour tourmenté de Paulina, 18 ans, pour le comte Cantarini, un gentilhomme quadragénaire et marié qui, pour respecter les conventions sociales, ne se sépare pas de sa femme. Déçue, la jeune femme décide de prononcer ses vœux religieux, mais le sentiment fort qu'elle ressent la pousse à abandonner la vie monastique pour retrouver l'homme dont elle est amoureuse.

## Fiche technique
- Titre original : Paulina 1880 ou La Novice de Mantoue[1]
- Réalisation : Jean-Louis Bertuccelli
- Scénario : Jean-Louis Bertuccelli, Albina du Boisrouvray et François Nourissier, d'après le roman de Pierre Jean Jouve
- Photographie : Andréas Winding
- Son : Antoine Bonfanti
- Musique : Nicolas Nabokov
- Décors : Emilio Carcano
- Montage : François Ceppi
- Production : Albina Productions (Paris) - Artemis Film GmbH (Berlin)
- Tournage : du 18 août au 10 novembre 1971
- Pays d'origine :  France -  Allemagne de l'Ouest
- Genre : drame
- Durée : 110 minutes
- Date de sortie : 
  - France : 6 novembre 1972
- Affiche : Jouineau Bourduge (France)

## Distribution
- Olga Karlatos : Paulina
- Maximilian Schell : Cantarini
- Michel Bouquet : M. Pandolfini
- Sami Frey : Cirillo Pandolfini
- Romolo Valli : Farinata
- Francine Bergé : Monica Dadi
- Léa Gray : Mme Lanciani
- Nora Ricci : Priscilla
- Michel Beaune : Dadi
- René Clermont : le père Bubbo / l’oncle Bubbo
- Claude Degliame : 1re femme
- Michel Auclair : le narrateur